# Ácido tarírico
El ácido tarírico, de nombre sistemático ácido octadec-6-inoico, es un ácido carboxílico de cadena lineal con dieciocho átomos de carbono y un triple enlace entre los carbonos 6-7, cuya fórmula molecular es {\displaystyle {\ce {C18H32O2}}}. En bioquímica es considerado un ácido graso acetilénico.
Se ha encontrado en varios aceites y grasas de origen vegetal. Se aisló por primera vez en 1892, por el químico francés Léon-Albert Arnaud (1853-1915), a partir del aceite de semilla de una especie de Picramnia. Fue el primer poliacetileno en ser aislado.
El ácido tarírico también se encuentra en la hierba Marrubium vulgare, donde se conjetura que tiene una función antifúngica. Se encontró que estimula la acumulación de lípidos por los adipocitos in vitro.
El ácido tarírico se biosintetiza a partir del ácido petroselínico; ambos ácidos grasos se han encontrado juntos en las especies de Picramnia y Alvaradoa. La presencia de ácido tarírico como principal ácido graso es típica de las Picramniaceae.
Se ha aislado de los aceites de las semillas de Picramnia sow (contiene un 95 %); Picramnia sellowii (85,3%); Alvaradoa amorphoides (57,6%); Picramnia lindeniana (20%); y Ballota cristata (15,4 %).